# نقاب (مجموعه تلویزیونی)
نقاب (انگلیسی: The Veil; کره‌ای: 검은 태양؛ ت.ت. 'خورشید سیاه') یک مجموعهٔ تلویزیونی کره جنوبی ۲۰۲۱ با بازی نام گونگ مین، پارک ها سون و کیم جی اون است.نقاب برندهٔ مسابقهٔ فیلمنامهٔ ام‌بی‌سی دراما ۲۰۱۸ توسط پارک سوک هو شده‌است. از ۱۷ سپتامبر تا ۲۳ اکتبر ۲۰۲۱، به عنوان اولین مجموعهٔ روزهای جمعه و شنبهٔ شبکهٔ ام‌بی‌سی در ساعت ۲۲:۰۰ (کی‌اس‌تی) پخش شد.
یک اسپین‌آف دو قسمتی از این مجموعه با نام Moebius: The Veil، که بر پیشینهٔ داستان شخصیت‌های پارک ها سون، جونگ مون سونگ و جانگ یونگ نام تمرکز دارد، در ۲۹–۳۰ اکتبر ۲۰۲۱ روی آنتن رفت.

## خلاصه داستان
این مجموعه در مورد یک مأمور ویژه سرویس اطلاعات ملی (ان‌آی‌اس) است. یکسال پس از ناپدید شدنش، او برای پیدا کردن یک خائن داخلی کسی که او را به ورطه سقوط کشاند، به سازمان بر می‌گردد.

## بازیگران

### اصلی
- نام گونگ مین در نقش هان جی هیوک[۱][۱۰]
- پارک ها سون در نقش سو سو یون[۵]
- کیم جی اون در نقش یو جه یی[۵]

### مکمل

#### بخش خارجی
- جانگ یونگ نام در نقش دو جین سوک[۱۱]
- کیم جونگ ته در نقش کانگ پیل هو[۱۱]

#### مرکز یکپارچگی اطلاعات جنایی
- کیم دو هیون در نقش‌ها دونگ گیون[۱۲]
- پارک جین وو در نقش چا مین چول
- کوان سو هیون در نقش گو هیو اون[۱۳]

#### بخش داخلی
- لی گیونگ یونگ در نقش لی این هوان[۱۱]
- کیم مین سانگ در نقش جونگ یونگ ته[۱۲]

#### دیگران
- کیم بیونگ کی در نقش بانگ یونگ چان[۱۱]
- یو اوه سونگ در نقش بک مو سا[۱۴]
- هیون بونگ شیک در نقش چون میونگ گی
- جونگ جی یون در نقش کیم یو جین[۱۵]
- هوانگ هی در نقش اوه کیونگ سوک
- جو بوک ره در نقش کیم دونگ ووک
- اوک جا یون در نقش لین وی

### سایر بازیگران
- جونگ مون سونگ در نقش جانگ چون وو[۱۶]
- کیم اون وو در نقش پیو جه گیو[۱۷]
- جو جونگ هیوک در نقش چانگ گیو[۱۸]
- آن جی هو در نقش چوی سانگ گیون[۱۹]

### حضور ویژه
- پارک جی یون در نقش جونگ اون هی[۲۰]

## تولید
این مجموعه ۱۵ میلیارد وون از ام‌بی‌سی و ویو برای تولید خود دریافت کرد. این مجموعه به عنوان «پروژهٔ ویژهٔ شصتمین سالگرد ام‌بی‌سی» شناخته می‌شود.
گزارش شد که فیلم‌برداری این مجموعه در آوریل ۲۰۲۱ آغاز شد و برای شش ماه تا ۲۱ اکتبر ادامه یافت.

## آمار بینندگان
| فصل | فصل | شمارهٔ قسمت | شمارهٔ قسمت | شمارهٔ قسمت | شمارهٔ قسمت | شمارهٔ قسمت | شمارهٔ قسمت | شمارهٔ قسمت | شمارهٔ قسمت | شمارهٔ قسمت | شمارهٔ قسمت | شمارهٔ قسمت | شمارهٔ قسمت | میانگین   |
| فصل | فصل | ۱          | ۲          | ۳          | ۴          | ۵          | ۶          | ۷          | ۸          | ۹          | ۱۰         | ۱۱         | ۱۲         | میانگین   |
| --- | --- | ---------- | ---------- | ---------- | ---------- | ---------- | ---------- | ---------- | ---------- | ---------- | ---------- | ---------- | ---------- | --------- |
|     | ۱   | ۱٫۲۳۹      | ۱٫۵۷۹      | ۱٫۸۱۴      | ۱٫۵۶۲      | ۱٫۷۵۳      | ۱٫۵۹۴      | ۱٫۵۳۴      | ۱٫۳۵۰      | ۱٫۴۶۸      | ۱٫۴۴۰      | ۱٫۲۹۷      | ۱٫۵۹۰      | اعلام‌نشده |

| قسمت | تاریخ پخش اصلی  | میانگین سهم مخاطب | میانگین سهم مخاطب | میانگین سهم مخاطب |
| قسمت | تاریخ پخش اصلی  | Nielsen Korea     | Nielsen Korea     | TNmS              |
| قسمت | تاریخ پخش اصلی  | سراسر کشور        | سئول              | سراسر کشور        |
| --- | --------------- | ----------------- | ----------------- | ----------------- |
| ۱ | ۱۷ سپتامبر ۲۰۲۱ | ۷٫۲٪ (نهم)        | ۸٫۲٪ (ششم)        | ۵٫۴٪ (چهاردهم)    |
| ۲ | ۱۸ سپتامبر ۲۰۲۱ | ۸٫۰٪ (چهارم)      | ۸٫۵٪ (چهارم)      | ۷٫۹٪ (دوم)        |
| ۳ | ۲۴ سپتامبر ۲۰۲۱ | ۹٫۸٪ (پنجم)       | ۱۰٫۱٪ (پنجم)      | ۸٫۴٪ (ششم)        |
| ۴ | ۲۵ سپتامبر ۲۰۲۱ | ۸٫۳٪ (چهارم)      | ۸٫۶٪ (سوم)        | ۷٫۵٪ (چهارم)      |
| ۵ | ۱ اکتبر ۲۰۲۱    | ۹٫۴٪ (پنجم)       | ۹٫۸٪ (پنجم)       | ۸٫۶٪ (ششم)        |
| ۶ | ۲ اکتبر ۲۰۲۱    | ۸٫۶٪ (چهارم)      | ۹٫۲٪ (سوم)        | ۸٫۳٪              |
| ۷ | ۸ اکتبر ۲۰۲۱    | ۸٫۴٪ (ششم)        | ۸٫۷٪ (پنجم)       | ۷٫۱٪              |
| ۸ | ۹ اکتبر ۲۰۲۱    | ۷٫۸٪ (چهارم)      | ۸٫۶٪ (سوم)        | ۷٫۶٪              |
| ۹ | ۱۵ اکتبر ۲۰۲۱   | ۸٫۳٪ (ششم)        | ۸٫۴٪ (چهارم)      | ۶٫۳٪              |
| ۱۰ | ۱۶ اکتبر ۲۰۲۱   | ۷٫۶٪ (پنجم)       | ۷٫۷٪ (چهارم)      | ۶٫۷٪              |
| ۱۱ | ۲۲ اکتبر ۲۰۲۱   | ۷٫۴٪ (هفتم)       | ۷٫۵٪ (هشتم)       | ۶٫۷٪              |
| ۱۲ | ۲۳ اکتبر ۲۰۲۱   | ۸٫۸٪ (سوم)        | ۹٫۲٪ (سوم)        | ۷٫۶٪ (سوم)        |
| میانگین | میانگین         | ۸٫۳۰٪             | ۸٫۷۱٪             | ۷٫۳۴٪             |
| قسمت ویژه | ۱۸ سپتامبر ۲۰۲۱ | ۴٫۳٪ (هفدهم)      | ۴٫۲٪ (هجدهم)      | ۴٫۶٪ (پانزدهم)    |
| - در این جدول، اعداد آبی کمترین رتبه را دارند و اعداد قرمز بیشترین رتبه را نشان می‌دهند. - NR نشان می‌دهد که درام در ۲۰ برنامهٔ برتر روزانه در آن تاریخ قرار نگرفته‌است. - N/A نشانگر این است که رتبه‌بندی مشخص نیست. |                 |                   |                   |                   |